# 대한민국 상법 제361조
대한민국 상법 제361조는 주주총회의 권한에 대한 상법 회사법의 조문이다. 정관자치의 범위와 한계를 명시하고 있다.

## 조문
제361조 (총회의 권한) 주주총회는 본법 또는 정관에 정하는 사항에 한하여 결의할 수 있다.

第361條 (總會의 權限) 株主總會는 本法 또는 定款에 定하는 事項에 限하여 決議할 수 있다.

## 같이 보기
- 주주총회